# 二面體群

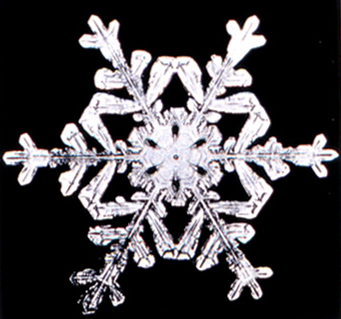
雪花有正六邊形的二面體對稱。

在數學中，二面體群 {\displaystyle D_{2n}} 是正 {\displaystyle n} 邊形的對稱群，具有 {\displaystyle 2n} 個元素。某些書上則記為 {\displaystyle D_{n}}。除了 {\displaystyle n=2} 的情形外，{\displaystyle D_{2n}} 都是非交換群。

## 生成元與關係
抽象言之，首先考慮 {\displaystyle n} 階循環群 {\displaystyle C_{n}}。反射 {\displaystyle \tau :x\mapsto x^{-1}} 是 {\displaystyle C_{n}} 上的自同構，而且 {\displaystyle \tau ^{2}={\rm {id}}}。定義二面體群為半直積
{\displaystyle D_{2n}=C_{n}\rtimes \{e,\tau \}}
任取 {\displaystyle C_{n}} 的生成元 {\displaystyle \sigma }，{\displaystyle D_{2n}} 由 {\displaystyle \sigma ,\tau } 生成，其間的關係是
{\displaystyle \sigma ^{n}=e,\tau ^{2}=e,\tau \sigma \tau =\sigma ^{-1}\,}
{\displaystyle D_{2n}} 的元素均可唯一地表成 {\displaystyle \sigma ^{k}\tau ^{h}}，其中 {\displaystyle 0\leq k<n}，{\displaystyle h=0,1\,}。

## 幾何詮釋
二面體群也可以詮釋為二維正交群 {\displaystyle O(2)} 中由
{\displaystyle \sigma :={\begin{pmatrix}\cos {2\pi  \over n}&-\sin {2\pi  \over n}\\\sin {2\pi  \over n}&\cos {2\pi  \over n}\end{pmatrix}}} （旋轉 {\displaystyle {\frac {2\pi }{n}}} 弧度）
{\displaystyle \tau :={\begin{pmatrix}1&0\\0&-1\end{pmatrix}}} （對 x 軸反射）

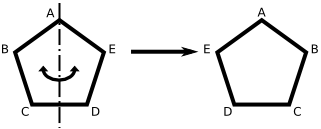

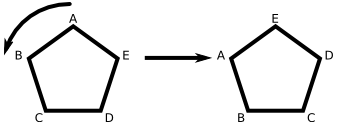

生成的子群。由此不難看出 {\displaystyle D_{2n}} 是正 n 邊形的對稱群。

## 性質
- {\displaystyle D_{2n}} 的中心在 {\displaystyle n} 為奇數時是 {\displaystyle \{e\}}，在 {\displaystyle n} 為偶數時是 {\displaystyle \{e,\sigma ^{n/2}\}}。
- 當 {\displaystyle n} 為奇數時，{\displaystyle D_{4n}} 同構於 {\displaystyle D_{2n}} 與二階循環群的直積。同構可由下式給出：

{\displaystyle \sigma ^{k+\epsilon n}\tau ^{h}\mapsto (\sigma ^{k}\tau ^{h},\epsilon )}
其中 {\displaystyle h,\epsilon =0,1}，{\displaystyle 0\leq k<n}。
- 當 {\displaystyle n} 為奇數時，{\displaystyle D_{2n}} 的所有反射（即：二階元素）彼此共軛；當 {\displaystyle n} 為偶數，則反射元在共軛作用下分解成兩個軌道；從幾何方面解釋，二者差意在於反射面是否通過正 {\displaystyle n} 邊形的頂點。
- 若 {\displaystyle m|n}，則 {\displaystyle D_{2m}\leq D_{2n}}，由此可導出 {\displaystyle D_{2n}} 共有 {\displaystyle d(n)+\sigma (n)} 個子群，其中的算術函數 {\displaystyle d(n)} 與 {\displaystyle \sigma (n)} 分別代表 {\displaystyle n} 的正因數個數與正因數之和。

## 表示
當 {\displaystyle n} 為奇數時，{\displaystyle D_{n}} 有兩個一維不可約表示：
{\displaystyle \tau \mapsto (-1)^{k},\;\sigma \mapsto 1\quad (k=0,1)}
當 {\displaystyle n} 為偶數時，{\displaystyle D_{n}} 有四個一維不可約表示：
{\displaystyle \tau \mapsto (-1)^{k},\sigma \mapsto (-1)^{h}\quad (k,h=0,1)}
其餘不可約表示皆為二維，共有 {\displaystyle \lfloor n/2\rfloor } 個，形如下式：
{\displaystyle \sigma \mapsto {\begin{pmatrix}\omega ^{h}&0\\0&\omega ^{-h}\end{pmatrix}}\;\tau \mapsto {\begin{pmatrix}0&-1\\-1&0\end{pmatrix}}}
其中 {\displaystyle \omega } 是任一 n 次本原單位根，{\displaystyle h} 過 {\displaystyle \mathbb {Z} /n\mathbb {Z} }。由 {\displaystyle h_{1},h_{2}} 給出的表示相等價若且唯若 {\displaystyle h_{1}+h_{2}\equiv 0\mod n}。